# Seyyed Hasán Qazizadé Hashemí
Seyyed Hasán Qazizadé Hashemí (n. Jorasán Razaví, 1959-) es un cirujano oftalmólogo, catedrático, director de hospital y político iraní, desde octubre de 2013 ministro de Sanidad y Enseñanza Médica de la República Islámica de Irán. 

## Biografía

### Formación antes de laRevolución
Seyyed Hasán Qazizadé Hashemí nació en el seno de una familia religiosa en farvardín (marzo o abril) de 1959 en la ciudad jorasaní de Farimán, donde su padre era un boticario herborista (en persa, عطار attar) reconocido. Siendo niño aprendió el Corán del sheij Hosein Motahharí, padre del ulema  y filósofo islámico de gran influencia en la Revolución iraní, Mortezá Motahharí (1919-1979). Hizo sus estudios intermedios en la capital regional Mashhad, a 75 km de Farimán, compaginándolos con la participación en actividades de inspiración religiosa.
Durante sus estudios en la facultad de Medicina de Mashhad, iniciados en 1977, siguió activo en los movimientos sociales que culminaron en el derrocamiento del shah Mohammad Reza Pahlaví en 1979. 

### Tras la Revolución
Qazizadé Hashemí fue uno de los fundadores de la organización Yihad de la Construcción, establecida en la primavera de 1979 por orden del ayatolá Jomeini, líder carismático de la revolución, para el desarrollo de las regiones más pobres de Irán. Con el inicio de la guerra Irán-Iraq, se desplazó como voluntario al frente, donde desempeñó durante 33 meses funciones de diseño táctico, resultando herido en dos ocasiones y perdiendo a un hermano menor, fallecido en 1993 como consecuencia de lesiones producidas por armamento químico iraquí. De regreso a la universidad para retomar los estudios, Qazizadé siguió participando en equipos médicos desplazados al frente en situaciones de emergencia. 
Tras doctorarse por la Universidad de Ciencias Médicas de Teherán (UCMT) y hasta su designación como ministro de Sanidad en agosto de 2013, Qazizadé ha ejercido la docencia en el Hospital Farabí y en el Hospital de Oftalmología Nur. Ha producido una obra académica de diez títulos y más de ciento cincuenta artículos reseñados a nivel internacional. Entre los cargos desempeñados a lo largo de su carrera, destacan los de secretario del Consejo de Enseñanza de Medicina y Especialidades de Irán (1997-2001), consejero del ministro de Sanidad (1997-2001), decano de la facultad de Medicina de la UCMT (2005), director del departamento de Oftalmología de la UCMT (2005-2008) y secretario general de la Asociación Iraní de Oftalmología (2011-actualidad, 2013). Es miembro de la Academia de Ciencias Médicas de Irán.
Qazizadé ha fundado y dirigido el único Centro (privado) de Investigaciones Oftalmológicas de Irán, que imparte clases hasta el nivel de doctorado.

### Gobierno de Hasán Rouhaní
La Asamblea Consultiva Islámica iraní aprobó el 15 de agosto de 2013 la designación de Qazizadé por el presidente de Irán, Hasán Rouhaní , como ministro de Sanidad y Enseñanza Médica con 274 votos favorables (91,5 %, el porcentaje de aprobación más alto de todos los ministros de Sanidad en la historia de la República Islámica de Irán), 7 contrarios y 3 abstenciones. 

### Familia
Seyyed Hasán Qazizadé Hashemí está casado con la doctora Kuchekzadé, oncóloga pediatra y miembro del cuadro docente de la Universidad de Ciencias Médicas de Teherán. De los tres hijos de Qazizadé y Kuchekzadé, uno es asistente psiquiátrico y otro estudiante de Medicina. Su hermano Seyyed Hosein Qazizadé Hashemí fue diputado en la Asamblea Consultiva Islámica, el órgano legislativo posrevolucionario iraní, entre 1984 y 1992, vinculado a los círculos del movimiento reformista iraní.